# Embaixada da Argentina em Brasília
A Embaixada da Argentina em Brasília é a principal representação diplomática argentina no Brasil.
Está localizada na quadra SES 803, Lote 12, no Setor de Embaixadas Sul, na Asa Sul. O atual embaixador é Daniel Osvaldo Scioli, no cargo desde 19 de agosto de 2020.

## História
Assim como outros países, a Argentina recebeu de graça um terreno no Setor de Embaixadas Sul na época da construção de Brasília, medida que visava a instalação mais rápida das representações estrangeiras na nova capital. Os argentinos estavam entre os primeiros a se transferir para a nova capital, recebendo o terreno em 1968, mas demoraram bastante para finalizar sua sede definitiva.
O atual prédio da Embaixada da Argentina foi construido entre 1994 e 2011, sendo projetado pelo escritório de arquitetura Estudio MSGSSS, dos arquitetos Flora Manteolo, Javier Sánchez Gómez, Josefa Santos, Justo Solsona e Carlos Sallaberry. O edifício segue uma tendência neobrutalista.

## Serviços

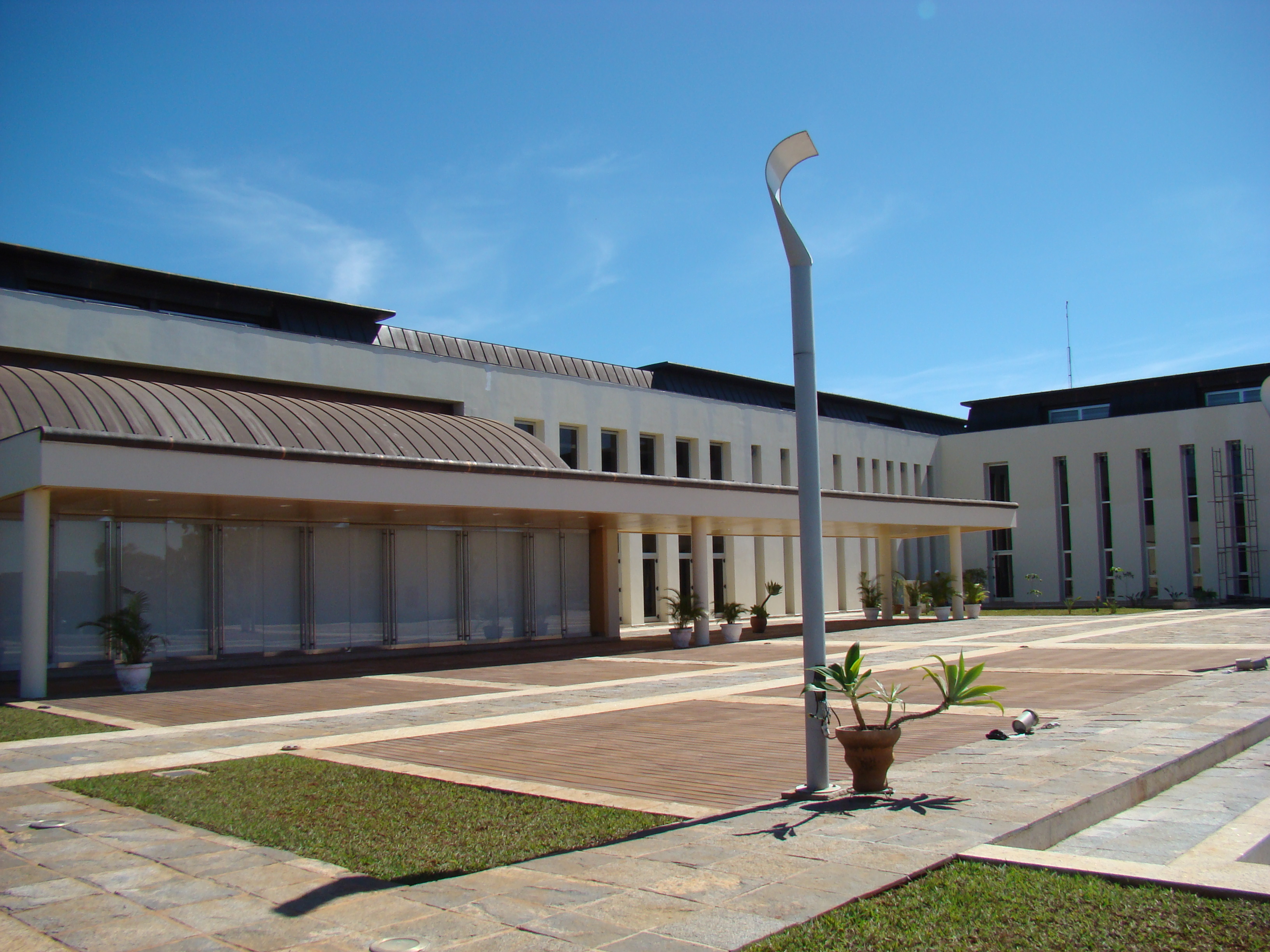
O prédio atual foi concluído em 2011

A embaixada realiza os serviços protocolares das representações estrangeiras, como o auxílio aos argentinos que moram no Brasil e aos visitantes vindos da Argentina e também para os brasileiros que desejam visitar ou se mudar para o país vizinho, com o qual o Brasil compartilha mais de mil quilômetros de fronteiras terrestres. Estima-se em cerca de quarenta mil brasileiros morando na Argentina, que também é um dos principais destinos turísticos dos brasileiros. O contrário também acontece, com os argentinos visitando em massa o Brasil, em especial no verão.
Além da embaixada, a Argentina conta com mais quatro consulados gerais no Rio de Janeiro, em São Paulo, em Belo Horizonte e em Porto Alegre e mais seis consulados em Curitiba, Florianópolis, Recife, Salvador e nas cidades fronteiriças de Foz do Iguaçu e Uruguaiana.
A embaixada também cuida das relações comerciais, culturais e políticas com o Brasil. A relação entre os país, que chegou a ser beligerante no passado, passou a uma parceria científica, comercial e militar de sucesso, em especial após os países entrarem no Mercosul, com o Brasil se tornando o principal parceiro comercial da Argentina e a Argentina se tornando o terceiro maior parceiro comercial do Brasil. O comércio bilateral entre os dois países ficou em 26 bilhões de dólares em 2018.